# Камінська Валентина Валентинівна
Валентина Камінська (біл. Валянціна Камінская, народилась 5 вересня 1987 року в Могильові) — білоруська (до 2018 року) та українська (з червня 2018 року) лижниця.

## Історія
Камінська взяла участь у зимовій Олімпіаді-2014 для Білорусі. У спринті вона зайняла 47-е місце у відбірковому раунді, не вдавшись до етапу нокауту.
Станом на квітень 2014 року, її найкращий результат на Чемпіонаті Світу — 17-й в командному спринті в 2013 році . Її найкращий індивідуальний фініш — 45, також у 2013 році.
Камінська дебютувала на Чемпіонаті світу в лютому 2012 року. Станом на квітень 2014 року, її найкращий фініш — 38, у гонці на спринті у вільному стилі в Москві в 2011-12 роках.